# Shifnal
Shifnal è un paese di 7 094 abitanti della contea dello Shropshire, in Inghilterra.